# 拉肯多夫
拉肯多夫是奥地利布尔根兰州上普伦多夫县的一个市镇。总面积12.71平方公里，总人口600人，人口密度47.2人/平方公里（2001年）。